# نجع حمادي (مركز)
مركز نجع حمادي، مركز إداري مصري. يقع في محافظة قنا الواقعة في جمهورية مصر العربية. القاعدة الإدارية للمركز هي مدينة نجع حمادي.